# Luka Subotić
Lukas Subotić (in serbo Лука Суботић?; Gornji Milanovac, 22 gennaio 2003) è un calciatore serbo, difensore dello Spartak Subotica.

## Carriera

### Club
Cresciuto nel settore giovanile del Partizan, nel 2023 è stato acquistato dal Čukarički con cui ha esordito tra i professionisti il 24 agosto 2023 nell'incontro dei turni preliminari di Europa League perso 3-1 contro i greci dell'Olympiacos; nel prosieguo della stagione ha anche esordito nella prima divisione serba, collezionandovi 13 presenze, ed ha anche giocato ulteriori 5 partite nelle competizioni UEFA per club (la partita di ritorno contro l'Olympiacos e 4 partite nella fase a gironi della Conference League.
Riconfermato in rosa anche per la stagione 2024-2025, non trovando spazio in campo (non gioca infatti nessuna partita ufficiale con il Čukarički in questa stagione), il 24 gennaio 2025 è stato ceduto a titolo definitivo allo Spartak Subotica, altro club della prima divisione serba.

### Nazionale
Ha giocato con le nazionali giovanili serbe Under-16, Under-17, Under-19 ed Under-21.

## Statistiche

### Presenze e reti nei club
Statistiche aggiornate al 16 maggio 2025.
| Stagione        | Squadra          | Campionato      | Campionato | Campionato | Coppe nazionali | Coppe nazionali | Coppe nazionali | Coppe continentali | Coppe continentali | Coppe continentali | Altre coppe | Altre coppe | Altre coppe | Totale | Totale |
| Stagione        | Squadra          | Comp            | Pres       | Reti       | Comp            | Pres            | Reti            | Comp               | Pres               | Reti               | Comp        | Pres        | Reti        | Pres   | Reti   |
| --------------- | ---------------- | --------------- | ---------- | ---------- | --------------- | --------------- | --------------- | ------------------ | ------------------ | ------------------ | ----------- | ----------- | ----------- | ------ | ------ |
| 2023-2024       | Čukarički        | SL              | 13         | 0          | CS              | 3               | 0               | UEL+UECL           | 2+4                | 0                  | -           | -           | -           | 22     | 0      |
| 2024-2025       | Čukarički        | SL              | 0          | 0          | CS              | 0               | 0               | -                  | -                  | -                  | -           | -           | -           | 0      | 0      |
| 2024-2025       | Spartak Subotica | SL              | 12         | 0          | CS              | 1               | 0               | -                  | -                  | -                  | -           | -           | -           | 13     | 0      |
| Totale carriera | Totale carriera  | Totale carriera | 25         | 0          |                 | 4               | 0               |                    | 6                  | 0                  |             | -           | -           | 35     | 0      |